# Steve (Minecraft)
Steve – postać fikcyjna, główny bohater gry komputerowej Minecraft wydanej 17 maja 2009 roku, stworzona przez szwedzkiego twórcę gier komputerowych Markusa „Notcha” Perssona. Jest jedną z dziewięciu domyślnych skórek dla postaci w grze. Steve razem z postacią Creepera jest uważany za ikonę Minecrafta, obecną w kulturze popularnej oraz memach internetowych.

## Charakterystyka
Steve jest człowiekiem rasy białej. Jego wygląd jest pikselowy, co jest zgodne z estetyką i stylem graficznym całej gry. Ma brązowe włosy i niebieskie oczy. Nosi niebieską koszulkę, fioletowe spodnie i parę butów. Steve domyślnie został uznany za męską postać, lecz Markus Persson stwierdził że płeć Steve’a nie została nigdy ustalona, a Minecraft został tak zaprojektowany, by nie zawierał elementów płci.
W początkowych fazach rozwoju gry Steve był jedyną domyślną skórką w Minecrafcie. W 2014 roku wprowadzono nową postać o imieniu Alex, będącą żeńskim odpowiednikiem Steve’a, a w 2022 roku do gry dodano kolejne siedem postaci o imionach Noor, Sunny, Ari, Zuri, Makena, Kai oraz Efe.
Nie ma oficjalnych informacji dotyczących wieku czy rodziny Steve’a. Według „Lego Club Magazine”, Steve i Alex są w związku, a ich zamiłowaniem jest górnictwo, alchemia, konstruowanie i polowanie.

## Herobrine

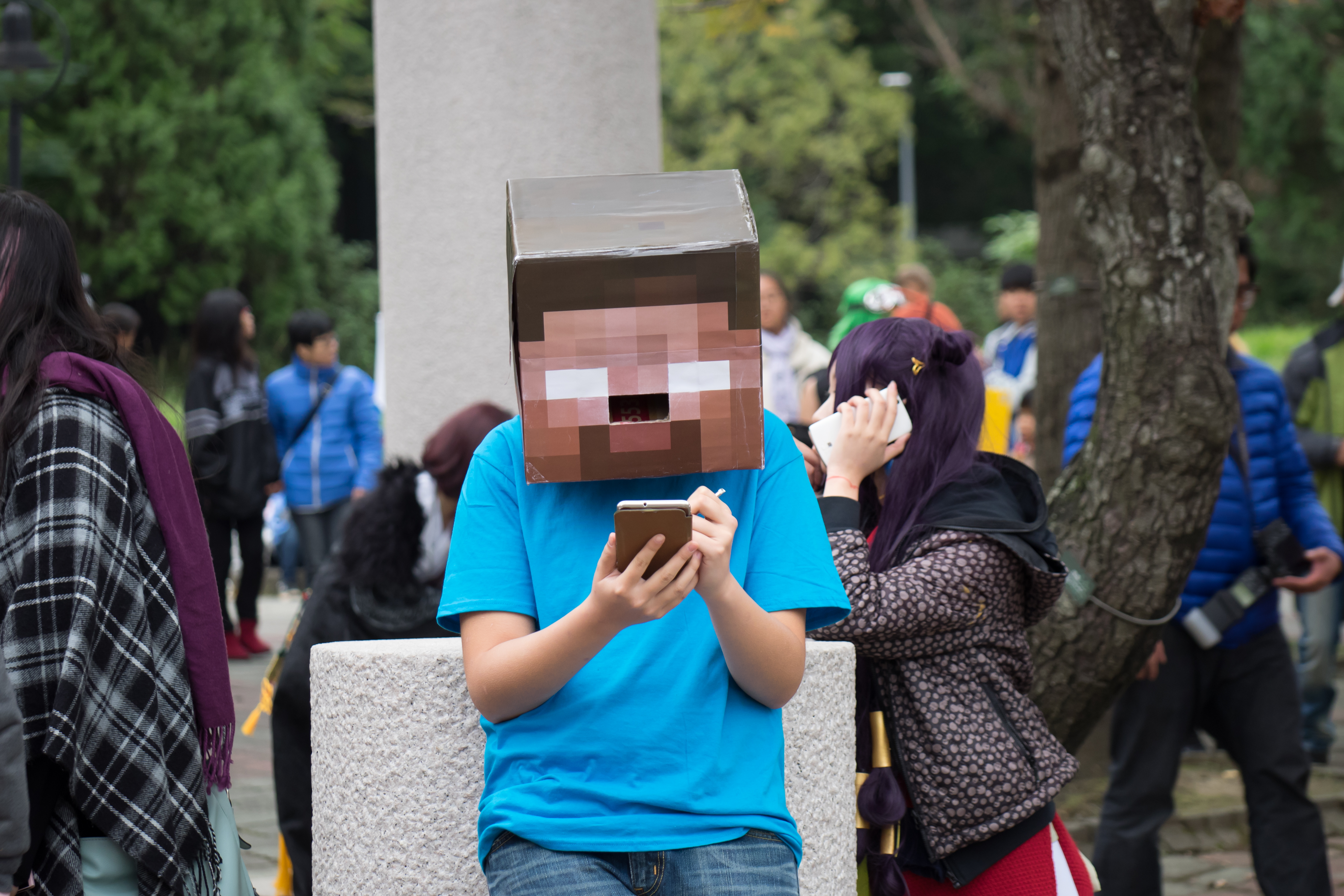
Osoba z maską Herobrine’a na Tajwanie (2014)

Herobrine jest legendą miejską i creepypastą bazującą na wizerunku Steve’a z Minecrafta. Postać Herobrine jest identyczna, od Steve’a różni się tylko tym, że nie ma tęczówek. Creepypasta dotycząca postaci narodziła się na forum 4chan, w anonimowej wiadomości, która miała opisywać „ducha” nawiedzającego graczy w Minecrafcie, wiele osób twierdziło wtedy, że spotkało taką postać w grze. Postać miała pojawiać się w świecie gry i obserwować gracza. Spekulowano, że twórcą postaci może być zmarły brat Markusa Perssona lub „nieszczęśliwy górnik”. Postać Herobrine’a stała się obiektem parodii i memów internetowych, do których odnieśli się sami twórcy gry – Mojang Studios. Popularność creepypasty o Herobrinie doprowadziła do umieszczenia jej w plebiscycie „Top 50 Video Game Villains of All Time” organizowanym przez Guinness World Records w 2013 roku.

## Odbiór
W 2016 roku redakcja serwisu Glixel umieściła Steve’a na czwartym miejscu w rankingu najbardziej kultowych postaci gier komputerowych XXI wieku. Na liście 50 najpopularniejszych postaci z gier wideo, opublikowanej przez GamesRadar w 2021 roku, Rachel Weber uznała Steve’a za „trwały symbol” Minecrafta oraz jedną z najpopularniejszych postaci z gier komputerowych w historii.
W Internecie wokół postaci Steve’a snuto teorie i legendy. Oprócz legendy o Herobrine, jedna z nich mówiła o tym, że wzorem głównego bohatera gry, na podstawie którego zaprojektowano postać był Tommy Vercetti, protagonista gry komputerowej Grand Theft Auto: Vice City (2002), w 2020 roku sam twórca gry zaprzeczył tym przypuszczeniom.
Wizerunek Steve’a pojawił się także w innych produkcjach, takich jak: Super Meat Boy (2010), Borderlands 2 (2012) oraz Hybrid (2012). W 2018 roku, wraz z niektórymi postaciami z Minecrafta, pojawił się w grze Super Smash Bros. Ultimate. Steve i Alex zostali też przedstawieni w grze Minecraft Dungeons (2020). Postać Steve’a wraz ze wzrostem popularności Minecrafta, stała się głównym symbolem gry. Wraz z tym zaczęły powstawać produkty wykorzystujące wizerunek Steve’a lub opierające się tylko na nim (koszulki, przebrania, maski itp.). Minifigurka przedstawiająca postać Steve’a pojawiła się w zestawach klocków z serii Lego Minecraft.
W 2025 roku Steve pojawił się jako bohater w produkcji Minecraft: Film, gdzie jego rolę odegrał Jack Black.